# Tarmo Kunnas

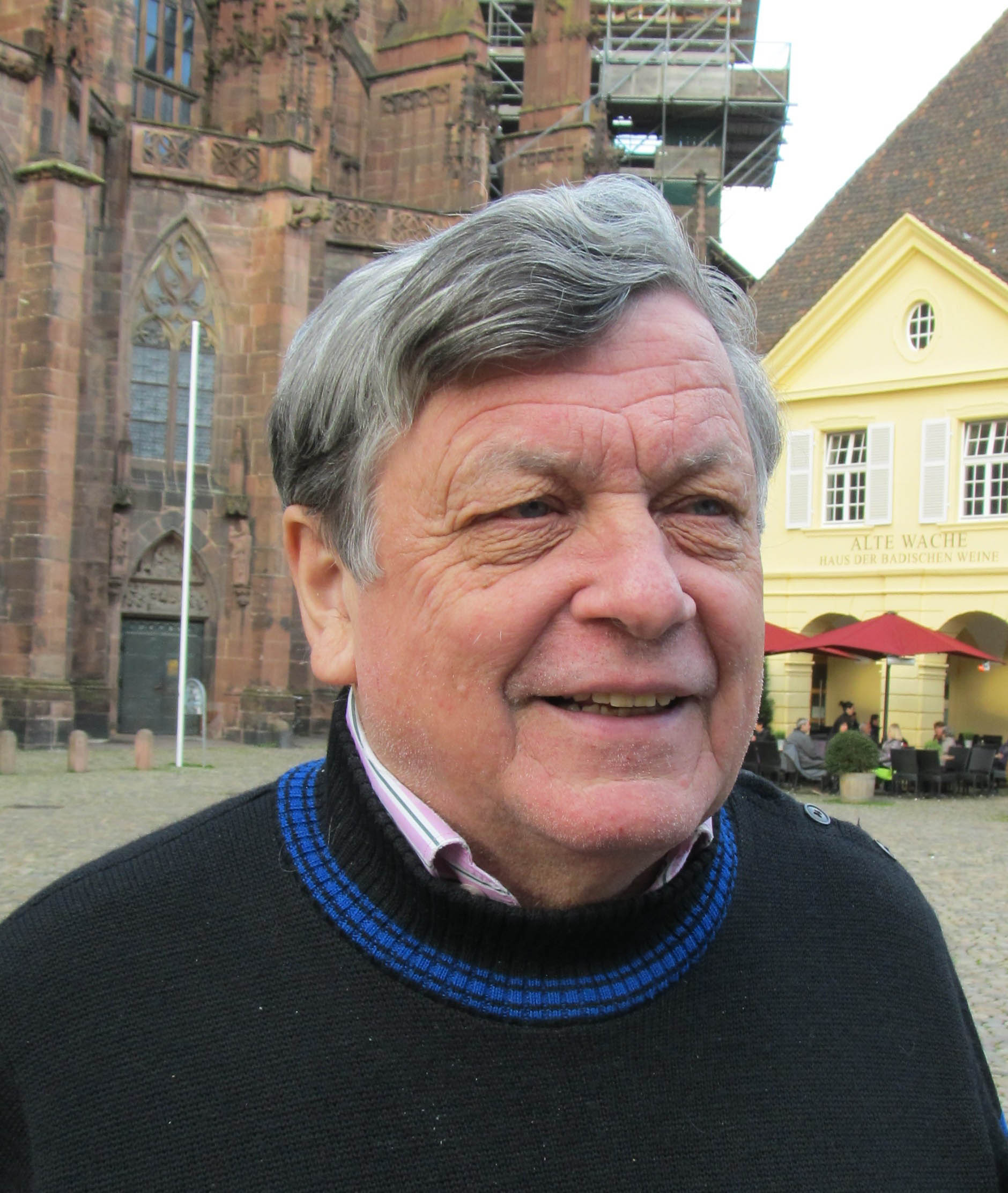
Tarmo Kunnas, Mai 2016 in Freiburg im Breisgau

Tarmo Ossi Tapani Kunnas (* 16. Oktober 1942 in Tampere) ist ein finnischer Literaturwissenschaftler, Essayist und philosophischer Schriftsteller. Bekannt ist er vor allem durch seine in mehreren Sprachen erschienenen Werke, die die Einstellung der europäischen Intellektuellen zu Faschismus und Nationalsozialismus von einem geistesgeschichtlichen und philosophischen Standpunkt aus analysieren.

## Akademische Laufbahn
Kunnas war 1969–1970 DAAD-Stipendiat in Marburg an der Lahn, 1981 Alexander-von-Humboldt-Stipendiat in München und 1984 in Freiburg im Breisgau. Dazwischen war er 1974 Senior Fulbright Scholar an der Yale University, und er hat kurze Zeit auch in Moskau studiert. Von 1974 bis 1985 war Kunnas außerordentlicher Professor an der Universität Helsinki, später ordentlicher Professor an der Universität Jyväskylä von 1985 bis 2009. Danach emeritiert, ist er zum Teil noch lehrbeauftragt. Als Gastprofessor war Kunnas 1984 an der Georg-August-Universität Göttingen und 1974–1977 sowie 1997–1999 an der Universität Paris III (Sorbonne Nouvelle) tätig.

## Weitere Aktivitäten
Tarmo Kunnas hat in Finnland mehrere Kulturfestivals geleitet und ist auf dem Gebiet der finnisch-französischen Kulturbeziehungen aktiv gewesen. 1990 bis 1995 war er der erste Leiter des finnischen Instituts (Institut finlandais) in Paris. Er ist u. a. Mitarbeiter des finnischen Rundfunks und Kolumnist vieler Zeitungen u. a. der Helsingin Sanomat gewesen. Bekannt ist er in Finnland vor allem als Spezialist der deutschen und französischen Kultur und er hat sich in seinen Schriften umfangreich mit der europäischen Kultur beschäftigt. Tarmo Kunnas hat über die Philosophie Nietzsches, aber auch über Knut Hamsun Bücher veröffentlicht und 2016 über Martin Heidegger geschrieben. Hinzu kommen Essay-Bücher über die Moral, über das Böse, über den Begriff der Liebe und den Begriff von Heimat, sowie über die Beziehung zwischen Politik und Literatur.

## Veröffentlichungen
- Drieu La Rochelle, Céline, Brasillach et la tentation fasciste. (Doktor-Dissertation an der Universität Helsinki). Les sept couleurs, Paris 1972.
- Das Werden des Humanismus bei Heinrich Mann. Finnische Wissenschaftsakademie, Helsinki 1973, ISBN 951-41-0097-2.
- Nietzsche ou l'esprit de contradiction: Etude sur la vision du monde du poète-philosophe. Nouvelles Editions Latines, Paris 1980, ISBN 2-7233-0089-7.
- Nietzsche – Zarathustran varjo. (dt. Nietzsche – der Schatten Zarathustras). Otava, Helsinki 1981, ISBN 951-1-06129-1.
- Politik als Prostitution des Geistes. Eine Studie über das Politische bei Nietzsche. Edition Wissenschaft & Literatur, München 1982, ISBN 3-922804-03-9.
- Nietzsches Lachen. Eine Studie über das Komische bei Nietzsche. Edition Wissenschaft & Literatur, München 1982, ISBN 3-922804-02-0.
- & Kalervo Hovi & Tuula Koskenniemi. Ranska. Suurvallasta Euroopan rakentajaksi. (dt. Frankreich. Von einer Großmacht zur Konstruktion Europas). Painatuskeskus, Helsinki 1993, ISBN 951-37-0952-3.
- Suomi Ranskassa. Mitä Suomi voi oppia Ranskan kokemuksista. (dt. Finnland in der Perspektive der EU-Mitgliederschaft am Beispiel Frankreichs). Elinkeinoelämän valtuuskunta, Helsinki 1994, ISBN 951-9042-45-8.
- Euroopan sydämeen. Artikkeleita ja kolumneja 80-ja 90-luvulta. (dt. Ins Herz von Europa. Essays aus den 80er und 90er Jahren). 1996, ISBN 952-90-7782-3.
- Elämäniloa Pariisissa. (dt. Lebensfreude in Paris). WSOY, Helsinki 2001, ISBN 951-0-25652-8.
- Mitä jäljellä moraalista. (dt.: Was bleibt uns von der Moral). Kirjapaja, Helsinki 2002, ISBN 951-625-885-9.
- À la recherche du grotesque. (Sous la direction de Tarmo Kunnas. Textes réunits par Paul Gorceix.) Paris: Eurédit, 2003. ISBN 978-2-84830-002-3.
- Knut Hamsun. Modernisti ja anarkisti. (dt. Modernist und Anarchist). Minerva, Jyväskylä 2004, ISBN 952-5478-74-2.
- Rakkaus. (dt. Über die Liebe). Kirjapaja, Helsinki 2005, ISBN 951-607-159-7.
- Paha. Mitä kirjallisuus ja taide kertovat pahuuden olemuksesta. (dt. Das Böse. Was erzählen die Literatur und die Kunst vom Wesen der Bosheit). Atena, Jyväskylä 2008, ISBN 978-951-796-518-7.
- L' aventure de Knut Hamsun. Nouvelles Editions Latines, Paris 2010, ISBN 978-2-7233-9598-4.
- Fasismin lumous. Eurooppalainen älymystö Mussolinin ja Hitlerin politiikan tukijana. (dt. Das Trugbild des Faschismus. Der europäische Intellektuelle als Stütze von Mussolini und Hitler). Atena, Jyväskylä 2013, ISBN 978-951-796-933-8.
  - Faszination eines Trugbildes. Brienna Verlag, Achenmühle 2017, ISBN 978-3-942318-22-8.
- Hyvää kotiseutua etsimässä. Eurooppalainen matkakirja. (dt. Auf der Suche nach einer guten Heimat. Europäisches Reisebuch). Nemokustannus, Helsinki 2016, ISBN 978-952-240-324-7.